# Центральная библиотека имени В. О. Ключевского
Центральная библиотека имени В. О. Ключевского (ЦБС ЦАО) — одна из старейших публичных библиотек Москвы. Расположена в Таганском районе Москвы по адресу Большой Факельный переулок, д. 3, стр. 2 (станции м. «Марксистская», «Таганская»).

## История библиотеки
Библиотека-читальня имени В. О. Ключевского была основана по инициативе Николая Андреевича Шамина — гласного Московской городской думы, видного общественного деятеля, председателя мемориального общества «Старая Москва». Идея создания публичной библиотеки на основе личного собрания книг Василия Осиповича Ключевского возникла еще в 1911 году, вскоре после смерти крупнейшего русского историка для «увековечения его памяти». Библиотека открылась для читателей 14 июля 1915 года на первом этаже дома № 18 по 2-й Рогожской улице, ныне улице Библиотечная (здание не сохранилось).
С первых дней библиотека-читальня пользовалась популярностью у населения, хотя книжный фонд составлял всего 3500 экземпляров, а к концу 1917 года — 5000. Разруха 1917-20 годов губительно сказалась на библиотеке. В 1918 году при переезде в дом № 30 по Большой Коммунистической (ныне улица Солженицына) большое количество книг было утеряно или расхищено, новых пополнений также не производилось. Однако, уже в начале 1920-х, ситуация меняется: библиотека пополняется за счёт конфискованных частных собраний Степанова, Красавина, Деревицкой, Соловьёвой, Морозова. Личная собрание книг Кузнецова, бывшего владельца особняка на Бол. Коммунистической, куда переехала библиотека, благодаря вмешательству Н. К. Крупской после долгих разбирательств также пополнила библиотечные фонды. Налаживается и организация работы: вновь открывается читальный зал, появляется детское отделение, а для научных занятий предоставляется отдельный кабинет, куда при необходимости доставлялись книги и из других библиотек.
В советские годы библиотека активно развивается, под именем уже другого видного российского и советского историка Михаила Николаевича Покровского. Так, в начале 1930-х, на абонементе было организовано ни много ни мало 5 столов выдачи книг для разных категорий читателей и отдельный стол для записи в библиотеку. К концу 1930-х гг. в библиотеке открывается нотное (с ценными старинными клавирами) и иностранное отделения. Расширяется читальный зал, организуются комнаты для консультаций, зал для проведения лекций и докладов. В эти годы библиотека активно работает с малограмотным населением, организовывая «передвижки» — мобильные библиотеки в жилищных товариществах. Здесь проводились консультации по самообразованию, читки и, разумеется, велась активная идеологическая работа.
В марте 1934 года детское отделение выделяется в самостоятельную детскую библиотеку, ныне Центральная городская детская библиотека им. А. П. Гайдара, («Гайдаровка»).
В 1976 году в связи с расширением фондов библиотека переезжает из особняка на Бол. Коммунистической по своему нынешнему адресу в здание современной застройки. В 1979 году по решению Ждановского райсовета библиотека № 132 им. М. Н. Покровского стала Центральной районной библиотекой. Были открыты отделы: комплектования и обработки литературы, стационарного и нестационарного обслуживания, методико-библиографический, организации и использования единого фонда и межбиблиотечный абонемент, иностранной литературы и нотно-музыкальный. Приказом Департамента по культуре и искусству от 29 декабря 1992 года библиотека обрела статус Центра русской словесности и культуры.
Наконец, в 2011 году библиотеке вернули её историческое название — Центральная библиотека имени В. О. Ключевского. В память о Ключевском в фонде сохранились издания из его личного собрания, в том числе энциклопедический словарь Брокгауза и Ефрона 1890—1905 гг.

## Современная библиотека

### Структура библиотеки
- открытый доступ ко всем фондам
- фонд периодики
- специальный фонд литературы по искусству
- специальный фонд детской литературы
- специальный фонд юридической литературы

### Деятельность библиотеки
На сегодняшний день библиотека обладает богатым собранием классической и современной литературы, трудами по истории, философии, экономике и социологии. В специальном отделе искусств широко представлены книги по искусству, искусствознанию и эстетике. В целом фонды насчитывают около 100 тысяч книг и периодических изданий.
Посетители могут заниматься в просторном читальном зале или взять интересующие книги на дом. В интернет-зале можно поработать за компьютером с бесплатным выходом в интернет или подключиться к Wi-Fi на своём ноутбуке. Если посетитель не владеет компьютером, здесь его бесплатно обучат навыкам работы в Интернете.
В стенах библиотеки каждый может отдохнуть от суеты мегаполиса. Читатели имеют право на бесплатные консультации библиотекаря-психолога.
Библиотеку могут посещать не только взрослые и подростки, но и дети. Самых маленьких ждет красочно оформленный детский уголок с интересными книжками, игрушками, и маленькими столиками. Ребёнка даже можно оставить на несколько часов под присмотром сотрудника библиотеки, воспользовавшись услугой «Библионяня».
Библиотека имени В. О. Ключевского также ведёт активную организационную, культурную и краеведческую работу. Здесь регулярно проходят:
- чтения и лекции
- концерты и праздники для детей и взрослых
- кинопоказы и выставки.

В рамках развития межкультурных связей библиотека сотрудничает с Турецким культурным центром. Для любителей истории Москвы проводится клуб «Таганка в лицах».